# 南町 (川口市)
南町（みなみちょう）は、埼玉県川口市の町名。現行行政地名は南町一丁目および二丁目。住居表示実施地区。郵便番号は332-0026。

## 地理
川口市の南西部に位置する。京浜東北線川口駅が最寄り駅となっている。

## 歴史

### 沿革
- 1974年（昭和49年）9月1日 - 住居表示実施により南町、宮町、仲町二丁目の各一部から南町一丁目および二丁目が成立[5]。

## 世帯数と人口
2018年（平成30年）3月1日現在の世帯数と人口は以下の通りである。
| 丁目       | 世帯数    | 人口    |
| ---------- | --------- | ------- |
| 南町一丁目 | 1,147世帯 | 2,701人 |
| 南町二丁目 | 605世帯   | 1,205人 |
| 計         | 1,752世帯 | 3,906人 |

## 小・中学校の学区
市立小・中学校に通う場合、学区（校区）は以下の通りとなる。
| 丁目       | 番地                         | 小学校             | 中学校           |
| ---------- | ---------------------------- | ------------------ | ---------------- |
| 南町一丁目 | 全域                         | 川口市立原町小学校 | 川口市立西中学校 |
| 南町二丁目 | 4番1号〜8番99号 9番1号～99号 | 川口市立原町小学校 | 川口市立西中学校 |
| 南町二丁目 | その他                       | 川口市立飯仲小学校 | 川口市立西中学校 |

## 交通

### 道路
- 東京都道・埼玉県道68号練馬川口線
- 埼玉県道110号川口蕨線

## 施設
- 川口市立飯仲小学校
- 南町保育園
- 珍珠山多聞寺 吉祥院
- 横曽根神社
- 南町公園